# Noemí Simonetto de Portela
Noemí Simonetto de Portela, född 1 februari 1926 i Avellaneda, Argentina död 20 februari 2011  i Buenos Aires, Argentina var en argentinsk friidrottare.
Hon blev olympisk silvermedaljör i längdhopp vid sommarspelen 1948 i London.